# گراچانیتسا، بوسنی و هرزگوین
گراچانیتسا (به لاتین: Gračanica, Bosnia and Herzegovina) یک منطقهٔ مسکونی در بوسنی و هرزگوین است که در Gračanica Municipality واقع شده‌است.

## خصوصیات
گراچانیتسا ۲۱۶ کیلومترمربع مساحت و ۴۸٬۳۹۵ نفر جمعیت دارد.

## خواهرخوانده
شهرهای فرمیا و فلوری لزوبره خواهرخوانده‌های گراچانیتسا، بوسنی و هرزگوین هستند.